# 東カリブ諸国機構
東カリブ諸国機構（ひがしカリブしょこくきこう、英: Organisation of Eastern Caribbean States, OECS）は、1981年に設立された、東カリブ海諸国の経済統合などを目的とした政府間組織である。

## 概要
1983年には米国と共にグレナダに侵攻した。また、ハリケーンなどの天災が発生した場合には、救援を行うことがある。
また、東カリブ通貨同盟を通じて東カリブ・ドルを発行している。OECSの事務局はセントルシアのカストリーズに設置されている。

## 加盟国
ただしアンギラ、イギリス領ヴァージン諸島、およびモントセラトは国ではなくイギリスの海外領土である。
- アンギラ
- アンティグア・バーブーダ
- イギリス領ヴァージン諸島
- グレナダ
- セントクリストファー・ネイビス
- セントルシア
- セントビンセント・グレナディーン
- ドミニカ国
- モントセラト